# 轉機
《轉機》（英語：Changing Planes），是美國女作家娥蘇拉·勒瑰恩（Ursula Kroeber Le Guin）在2003年所撰寫的短篇故事集。每一個章節描繪了不同的世界和其社會；這些社會在某些層面上與地球文化有些相似，但同時可能也有明顯的差異。書中的許多章節描述了作者創造的社會之中簡短的小插曲或關於人種的簡介。《轉機》曾榮獲2004年軌跡獎最佳選集。

## 概念和分析
第一個故事〈西妲・杜立普轉換法〉描述了這本故事集的巧思，是根據一個貫穿全文的雙關性來寫的：旅客在轉機時被強制停留在一個水準低且令人不舒服的機場，而事實上他可以轉換空間，也就是所謂跨次元的跳躍。因為次元間時間的流動各不相同，所以到別的次元遊玩一個星期後可以準時回到原來機場再繼續下一段的旅程。有學者指出，這些故事探討著一個根本、統一的主題，圍繞在「翻譯及理解其他文化中固有的困難」。小書集的寫作風格曾拿來與喬納森·斯威夫特和豪爾赫·路易斯·博爾赫斯的文學風格做比較。

## 內容
- 〈西妲・杜立普轉換法〉：故事集的開篇介紹。
- 〈伊斯拉克的粥〉：關於一個極端使用基因工程技術的社會。這個故事裡有一個部分基因是玉米的女人。
- 〈阿索努的沈默〉：關於一個人們成年後不再說話、地球的來訪者從他們沉默中尋找意義的故事。
- 〈與亨尼貝人家居共處〉：關於一個「多重人生」的概念、永遠無法被完全解釋的社會。
- 〈維克希的怒火〉：關於一個人們大部份時間都在憤怒當中的文化，其結果為鬱悶、生悶氣、戰爭、不信任等等。
- 〈安沙拉克的四季〉：關於一個一年非常長的次元（在此一年大約等於地球的二十四年），人們會從北邊的山區遷移；這是基於鶚（俗稱魚鷹）的遷徙模式。
- 〈弗林西亞人的社會夢境〉：關於一個所有人會透過心電感應共享夢境的社會，其無意識為集體的無意識。
- 〈赫根的王室〉：關於一個人人都是王室貴族的國家，其僅有的一家平民家族被當成是名人。
- 〈瑪熙古的悲慘故事〉：包含了四個小故事：〈無可計量的大沃鐸〉 關於一個自亂同時卻恨己的獨裁統治者；〈歐比崔的清滌〉關於一個被標為宗教衝突的地域；〈黑犬〉講述一個神秘的黑狗讓兩個部落陷入混亂的故事；和〈艾隆河兩岸的戰爭〉關於兩個聲稱有神聖權利的城邦為了一小片土地而自我毀滅的故事。
- 〈歡樂無比〉：關於一個已經被來自地球的公司改成以不同節日為主題的度假聖地。
- 〈醒島〉：關於一群被基因改造成不需要睡眠、無法完全主宰意識的人。
- 〈納莫語〉：關於一個有著極其複雜的語言之世界，那裡所有不必要的物種皆已被去除。這些人用語言取代了生物多樣性。
- 〈建築〉：關於一個圍繞在一棟無止盡的建築建設周圍所組織而成的全球化社會。這些民族投資了龐大的資源來建造無人居住、迷宮般的城堡。
- 〈嵇沂的飛行者〉：關於一個人們長有羽毛的次元，少數的羽毛會長成翅膀。但長出翅膀被認為是不幸的，翅膀也被當作是一個障礙。
- 〈不死之島〉：關於造訪一個據說住著不死之人的島。
- 〈攸尼的紊亂〉：關於一個現實感覺會無法預測地變換的次元。

## 附註
1. ↑  Bernardo, Susan M. & Murphy, Graham J. Ursula K. Le Guin: A Critical Companion, (Westport, CT: Greenwood Press, 2006), page 1.
2. ↑  . The Locus Index to SF Awards.   [2011-05-12]. （原始内容存档于2013-05-11）.
3. 1 2  Gerald, Jonas, , Books, The New York Times, July 27, 2003: section 7, page 17  [2011-06-05], （原始内容存档于2022-06-20）
4. ↑  Bernardo, Susan M. & Murphy, Graham J. Ursula K. Le Guin: A Critical Companion, (Westport, CT: Greenwood Press, 2006), page 7.